# Turistická značená trasa 7297
 Turistická značená trasa 7297 je 4,5 km dlouhá žlutě značená trasa Klubu českých turistů v okrese Rychnov nad Kněžnou spojující Neratov s hlavním hřebenem Orlických hor. Převažující směr trasy je severozápadní. Trasa vede po území CHKO Orlické hory.

## Průběh trasy
Turistická trasa má svůj počátek v centru Neratova, kde navazuje na modře značenou trasu 1850 z Rokytnice v Orlických horách. Trasa stoupá severozápadním směrem po asfaltové komunikaci obsluhující zástavbu Neratova až na jeho horní zakončení, kde se nachází vyhlídkový bod. Poté vstupuje do lesa a na poslední luční enklávě přechází na lesní cestu. Po ní stoupá severovýchodním úbočím Anenského vrchu k silnici Černá Voda - Říčky v Orlických horách. Po ní absolvuje poslední půlkilometr vzdálenosti na koncové rozcestí v sedle Mezivrší. Sedlem prochází hřebenová Jiráskova cesta a zeleně značená trasa 4231 z Černé Vody do Říček.

## Turistické zajímavosti na trase
- Kostel Nanebevzetí Panny Marie v Neratově
- Sad smíření v Neratově
- Vyhlídkový bod na horním okraji Neratova
- Objekty Československého opevnění v okolí koncového rozcestí
- Přírodní rezervace Komáří vrch